# Cominella glandiformis
Cominella glandiformis, thường được gọi là mud whelk hoặc mud-flat whelk là một loài predatory ốc biển, là động vật thân mềm chân bụng sống ở biển trong họ Buccinidae, the true whelks.

## Hình ảnh

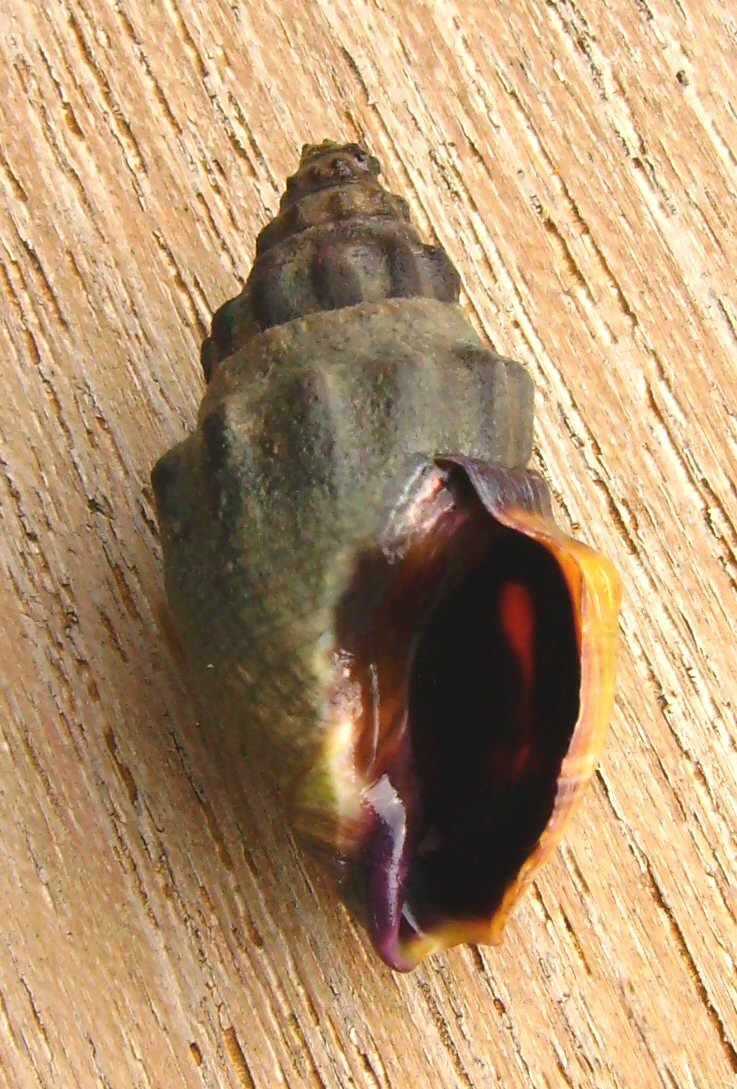
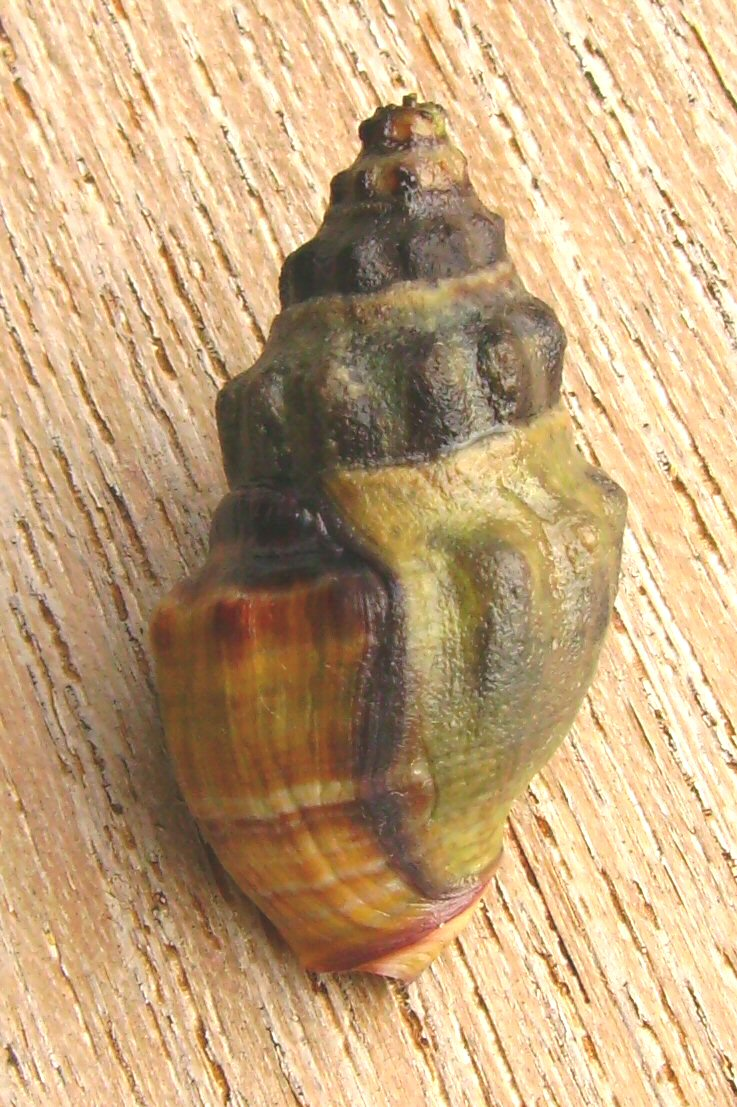